# 394 a.C.
Il 394 a.C. (CCCXCIV a.C. in numeri romani) è un anno  del IV secolo a.C.

## Eventi
- Battaglia di Coronea: Agesilao II, re di Sparta, sconfigge un esercito di città greche coalizzate;
- Battaglia di Cnido: La flotta di Sparta, comandata da Pisandro, viene completamente distrutta dalla flotta persiano-ateniese comandata da Conone;
- Battaglia di Nemea: Lo spartano Aristodemo attacca e sconfigge le città greche coalizzate, sul letto del fiume omonimo;
- Roma
  - Tribuni consolari Marco Furio Camillo III, Gaio Emilio Mamercino, Lucio Furio Medullino VI, Lucio Valerio Publicola, Spurio Postumio Albino Regillense e Publio Cornelio Scipione II;
  - Furio Camillo sconfigge i Falisci, alleati di Veio, che ottengono la pace con Roma;
  - I romani sconfiggono gli Equi presso Verrugine;
  - Ciascun Tribuno della plebe (magistratura della Roma repubblicana) acquisisce diritto di veto nei confronti di qualsiasi decisione di un altro magistrato.

## Nati
- Apollodoro di Pasione, politico ateniese

## Morti
- Pisandro di Sparta, ammiraglio spartano